# Васильев, Николай Николаевич (артист)
Николай Николаевич Васильев (8 марта 1958)  —   певец, исполнитель народных цыганских песен и русских романсов, генеральный продюсер цыганского шоу «Табор возвращается». Является представителем сразу двух цыганских артистических династий: Васильевых и Деметеров.

## Биография
Николай Николаевич Васильев родился 8 марта 1958 в г. Москве в семье потомственных цыганских артистов.
Отец — Николай Васильев (старший) — представитель династии русских хоровых цыган.
Мать — Любовь Ивановна Васильева — Деметер, певица, пела в дуэте с Николаем Васильевым (старшим) цыганские народные песни и романсы, представительница музыкального рода цыган кэлдэрарей — Деметеров.
Родители Николая пели дуэтом. А также отец пел дуэтом с братом — Алексеем. Николай Васильев (младший) с раннего детства был погружён в яркую атмосферу цыганских песен и музыки. Кроме того, ему посчастливилось получить профессиональное музыкальное образование, которое послужило основой для дальнейшего выбора его собственного творческого пути. Вдохновленный примером своих родителей и обладая врождённой страстью к музыке, Николай решил пойти по их стопам, проложив свой собственный уникальный путь в мире музыки.
В 1973 году Николай Васильев старший вместе с братом Алексеем основал музыкальный коллектив. В этом коллективе сын Николая, Николай-младший, проявил исключительный талант солиста, а позже взял на себя роль музыкального руководителя.
В следующем, 1974 году, Николай Васильев начал выступать дуэтом со своей женой Ольгой.
С 1984 по 1998 год дуэт Васильевых постоянно работает в зале Хаммеровского центра, расположенного на территории знаменитого Центра международной торговли «Континенталь». Для коллектива это стало важной вехой, поскольку он обретает новое название — шоу-театр «Цыганские напевы». С этим новым названием коллектив активно гастролирует по миру, участвует в престижных международных фестивалях, записывая захватывающие пластинки и даже украшая своим талантом киноэкраны. Помимо замечательного музыкального таланта, Николай Васильев также продемонстрировал свои способности в мире кино. Он активно участвовал в различных фильмах, озвучивал и появлялся на экране в таких известных постановках, как «Из жизни отдыхающих», «Цыганка Аза», «Жестокий романс», «Очи чёрные» и многих других. Своим завораживающим вокалом он надолго запомнился зрителям и оставил неизгладимый след в киноиндустрии. Известный кинорежиссер Эльдар Рязанов в интервью «Московскому комсомольцу» присвоил ему титул «цыганского Паваротти», признав его исключительный талант и то влияние, которое он оказал на киноиндустрию.
В 2004 году Николай Васильев вместе со своим старшим братом Петром Деметром организовал захватывающее цыганское шоу под названием «Табор возвращается» с участием талантливой группы из 27 цыганских артистов. У них были амбициозные планы гастролировать с концертом по Сибири, но, к сожалению, непредвиденные лесные пожары вынудили их отменить концерты. Однако Николай по-прежнему был полон решимости возродить цыганский хор, собрав группу, состоящую из самых талантливых и опытных профессиональных артистов в области цыганского народного искусства.
В 2010 году киноклуб «Эльдар» представил театральный спектакль «Возвращение Табора» режиссера Николая Васильева, дебютировавший на канале «Культура». Шоу имело огромный успех и привело к приглашениям на гастроли по Хабаровскому краю. Это положило начало традиции в киноклубе «Эльдар» с последующими концертами «Этот жестокий цыганский роман» в 2012 году, «Цыгане – граждане мира» в 2014 году и новой концертной программой «Табор возвращается в Россию» в 2016 году (автор сценария и постановщик Николай Васильев). Кроме того, в 2014 году «табор» пригласили принять участие в открытии Паралимпийских игр в Сочи.
Благодаря частым выступлениям в театральном шоу «Табор возвращается» на канале «Культура» и программе «Романс романса» Николай Васильев был удостоен звания лауреата многочисленных международных цыганских фестивалей в Норвегии, Чехии и России. В 2019 году цыганский шоу-театр «Табор возвращается» отмечает своё 15-летие. В ознаменование этого знаменательного события был выпущен фотоальбом-книга, в котором собрана коллекция фотографий и архивных документов, демонстрирующих артистизм цыганского жанра и захватывающие спектакли театра. Кроме того, в честь юбилея выпущено четыре аудиоальбома, в которые вошли записи таких нашумевших спектаклей театра за последние 15 лет, как "Берега", "Цыгане - граждане мира", "Табор возвращается в Россию".

## Дискография
- CD — Васильевы Николай и Ольга. За цыганской звездой кочевой. Цыганский фольклор

1996. MP-3
- CD- Васильевы Николай и Ольга. Я о тебе и помню и пою. Цыганский фольклор

1998. MP-3
- CD-Васильевы Николай и Ольга. И сердце любит и страдает.
- 2000. CD — Лучшие цыганские песни и романсы XX века. Васильевы Николай и Ольга. «Кай о бэрги», «Расступись земля сырая».
- 2002.CD — Николай Васильев. «Песни о любви».
- 2003. CD — Николай Васильев. «Любовь, дарованная нам».
- 2012. CD — «Берега»
- 2012. DVD — «Этот жестокий, цыганский романс»
- 2014 DVD — Цыгане, граждане мира"
- 2016 новая концертная программа "Табор возвращается в Россию"
- 2019 выход аудио альбомов - "Цыгане граждане мира" Табор возвращается в Россию" "Шлягеры"